# Rudra (chi nhện)
Rudra là một chi nhện trong họ Salticidae.